# Detlev Karsten Rohwedder

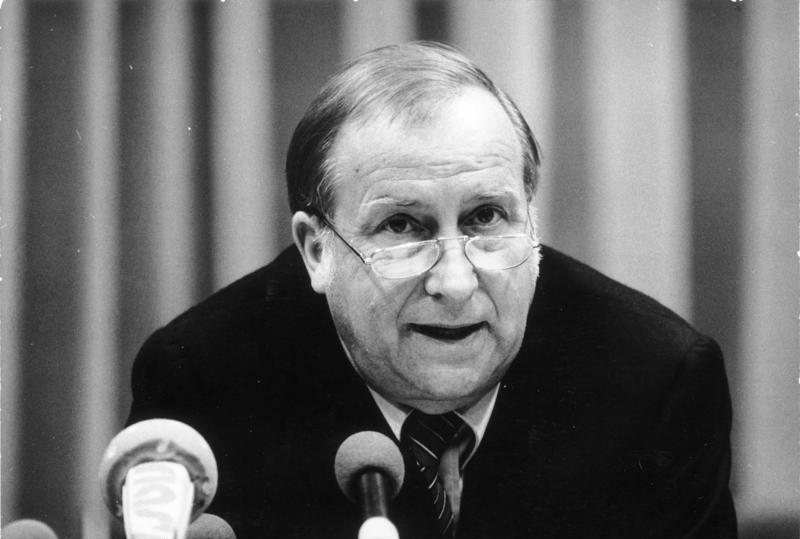
Detlev Rohwedder (1990)

Detlev Karsten Rohwedder (ur. 16 października 1932, zm. 1 kwietnia 1991) – niemiecki menedżer i polityk, członek Socjaldemokratycznej Partii Niemiec. Szef urzędu powierniczego zarządzającego majątkiem byłej NRD po zjednoczeniu Niemiec.
Zamordowany przez nieznanego sprawcę w swoim domu 1 kwietnia 1991 roku.